# جی‌ال‌ال
جی‌ال‌ال (انگلیسی: JLL) شرکت املاک آمریکایی است، که در سال ۱۷۸۳ تأسیس شد.